# Peter Osgood
Peter Leslie Osgood (Windsor, 20 de febrero de 1947 - Slough, 1 de marzo de 2006) fue un futbolista británico. Jugaba como delantero y fue internacional por la selección de Inglaterra.
En 1964 debutó en las filas del Chelsea F.C. y permaneció allí diez temporadas, en las que ganó la FA Cup de 1970 y la Recopa de Europa de 1971. En el momento de su salida era el tercer máximo goleador en la historia del equipo. Posteriormente jugó para el Southampton F.C. cuatro campañas, y tras una breve estancia en la liga de Estados Unidos regresó a Inglaterra para retirarse en el Chelsea en 1979.

## Trayectoria
Peter Osgood creció en el seno de una familia de clase trabajadora de Windsor. Cuando tenía 17 años recaló en las categorías inferiores del Chelsea Football Club, y el 16 de diciembre de 1964 debutó con el primer equipo en la Copa de la Liga, marcando los dos goles de la victoria frente al Workington AFC. A partir de la temporada 1965-66 se convirtió en miembro fijo del plantel londinense.
En su primer año como profesional, Osgood consiguió siete goles en 32 partidos de liga. Por sus actuaciones llegó a ser preseleccionado por Inglaterra para la Copa Mundial de Fútbol de 1966, pero el entrenador Alf Ramsey prescindió de él en la convocatoria definitiva. Poco después sufrió una grave lesión que le mantuvo fuera de los terrenos de juego durante siete meses.
A partir del curso 1968-69 se hizo fijo en el once titular de un equipo en el que destacaría junto con Alan Hudson y Charlie Cooke. Su mejor temporada fue la 1969-70, en la que se proclamó máximo goleador de Primera —23 tantos en 38 partidos— y el Chelsea venció la FA Cup de 1970. Al año siguiente los Blues ganaron la Recopa de Europa y Osgood marcó en los dos partidos de la final contra el Real Madrid: 1-1 en España y 2-1 en Inglaterra.
Durante las diez temporadas que permaneció en Londres fue considerado uno de los ídolos de Stamford Bridge, tanto por su capacidad goleadora como su personalidad extrovertida. Cuando en 1974 tuvo que marcharse por desencuentros con el entrenador Dave Sexton, fue contratado por el Southampton Football Club y permaneció allí cuatro campañas, en las que ganaría el título más importante de la entidad hasta la fecha: la FA Cup de 1976.
Después de una fugaz estancia en el Norwich City, en 1978 se marchó al Philadelphia Fury de la North American Soccer League en Estados Unidos. Un año después regresó al Reino Unido para fichar por el Chelsea y terminar su carrera allí en 1979. El balance total de su carrera es de 150 goles en 380 partidos oficiales con el Chelsea en doce temporadas, y 36 goles en 157 encuentros con el Southampton en otras cuatro. En el momento de dejarlo era el tercer máximo goleador del Chelsea por detrás de Bobby Tambling y Kerry Dixon.

## Selección nacional
Peter Osgood fue internacional con la selección de fútbol de Inglaterra en cuatro partidos y no marcó ningún gol. A pesar de ser uno de los referentes del Chelsea de los años 1970, el seleccionador Alf Ramsey no solía convocarle porque no le gustaba su personalidad. La única vez en que lo hizo fue cuando se había convertido en máximo goleador nacional. El 25 de febrero de 1970 debutó en un amistoso frente a Bélgica; después fue convocado para la Copa Mundial de Fútbol de 1970, aunque solo jugó dos partidos desde el banquillo, y su última aparición tuvo lugar el 14 de noviembre de 1973 contra Italia.

### Participaciones en Copas del Mundo
| Mundial                        | Sede                     | Resultado                | Partidos | Goles |
| ------------------------------ | ------------------------ | ------------------------ | -------- | ----- |
| Copa Mundial de Fútbol de 1970 | México                   | Cuartos de final         | 2        | 0     |
| Total en Copas del Mundo       | Total en Copas del Mundo | Total en Copas del Mundo | 2        | 0     |

## Vida posterior
Después de retirarse del fútbol profesional, Osgood montó un pub en Windsor junto a su excompañero de equipo Ian Hutchinson. No obstante, su faceta más conocida era la de comentarista deportivo especializado en el Chelsea: estuvo enfrentado con la directiva de Ken Bates y posteriormente aplaudió la llegada de Román Abramóvich, quien en sus últimos años le convirtió en un embajador del club.
En el plano personal, se había casado tres veces y había tenido tres hijos. The Daily Telegraph le describió como «el representante de un grupo de futbolistas talentosos que confiaba su juego a la habilidad innata, más que a la táctica o al entrenamiento.»
Osgood falleció el 1 de marzo de 2006, a los 59 años, como consecuencia de un paro cardiorrespiratorio mientras asistía a un funeral en Slough. La selección inglesa, el Chelsea y el Southampton guardaron un minuto de silencio en el partido posterior a su fallecimiento. Las cenizas de Osgood fueron enterradas ocho meses después en Stamford Bridge, bajo el punto de penalti frente al graderío sur (Shed End).
En 2010 el Chelsea le dedicó una estatua en los aledaños del estadio con la siguiente inscripción: «Ossie: rey de Stamford Bridge».

## Clubes
| Club              | País           | Año         |
| ----------------- | -------------- | ----------- |
| Chelsea FC        | Inglaterra     | 1964 - 1974 |
| Southampton FC    | Inglaterra     | 1974 - 1976 |
| Norwich City      | Inglaterra     | 1976 - 1977 |
| Southampton FC    | Inglaterra     | 1977 - 1978 |
| Philadelphia Fury | Estados Unidos | 1978        |
| Chelsea FC        | Inglaterra     | 1978 - 1979 |

## Palmarés

### Campeonatos nacionales
| Título | Club           | País       | Año     |
| ------ | -------------- | ---------- | ------- |
| FA Cup | Chelsea FC     | Inglaterra | 1969-70 |
| FA Cup | Southampton FC | Inglaterra | 1975-76 |

### Copas internacionales
| Título           | Club       | País       | Año     |
| ---------------- | ---------- | ---------- | ------- |
| Recopa de Europa | Chelsea FC | Inglaterra | 1970-71 |

### Distinciones individuales
| Distinción                   | Año  |
| ---------------------------- | ---- |
| Mejor Jugador del Chelsea FC | 1973 |